# Гърлени
Гъ̀рлени (на гръцки: Χιονάτο, Хионато, катаревуса: Χιονάτον, Хионатон, до 1928 година Γκέρλιανη, Герляни) е село в Егейска Македония, Република Гърция, част от дем Нестрам в административната област Западна Македония.

## География
Селото е разположено на 18 километра югозападно от град Костур, до границата с Албания под самия връх Алевица. На север Гърлени граничи с Шак, на юг с Нестрам, на изток с Чука и на запад с Ревани. Според албански източник преди изселването на мюсюлманите в 1923 година Гърлени има следните махали: Еврейска (Evrelinj), Ходжова (Hoxhallinj), Потурнашка (Poturjak/u).

## История

### В Османската империя
Селото се споменава в османски дефтер от 1530 година под името Гърлани с 15 християнски семейства и едно мюсюлманско.
В края на XIX век Гърлени е помашко село в Хрупишка нахия на Костурска каза на Османската империя, потурчено в немирните години при управлението на Али паша Янински. Според Стефан Веркович във втората половина на XIX век в Гърлени (Герлени) има 102 помашки домакинства и 340 жители-помаци от мъжки пол.
Според статистиката на Васил Кънчов („Македония. Етнография и статистика“) в 1900 Гърлени има 600 жители българи мохамедани.
На Етнографската карта на Битолския вилает на Картографския институт в София от 1901 година Гърлени е чисто турско село в Костурската каза на Корчанския санджак със 120 къщи.
Гръцка статистика от 1905 година представя селото като турско – с 600 жители. Според Георги Константинов Бистрицки Гърлени преди Балканската война има 150 помашки къщи.
На етническата карта на Костурското братство в София от 1940 година, към 1912 година Гърлени е обозначено като българо-турско селище.
Селото праща башибозук, който опожарява и разграбва съседните български села по времето на Илинденското въстание.
Според албански източници Абдулахови (Avdullahrët), Джаминкови (Caneminkat), Гегови (Gegallarë), Хаджинурови (Haxhinurret), Хюсеви (Huset), Ибочеви (Iboçanrë, унищожена от гърците в 1913 година), Лальови (Lalellarë), Латови (Latollarë), Манчеви (Mançellarë), Маневи (Manellarë), Мангови (Mangollarë), Мишеви (Misellarë), Мулачеви (Mullaçrët), Молови (Mullalinj), Потурнашки (Poturjakë), Кязимови (Qazimllinjtë), Кьосеви (Qosellarë), Шанневи (Shahellarë), Тарелинтови (Tarellinjtë), Узунови (Uzunët), Джимови (Xhimallarë или Xhima), Згурови (Zgurollarë или Zguro).

### В Гърция
През Балканската война в 1912 година в селото влизат гръцки части и след Междусъюзническата война в 1913 година Гърлени остава в Гърция. Боривое Милоевич пише в 1921 година („Южна Македония“), че Гърлени (Грлени) има 130 къщи власи мохамедани. През 20-те година мюсюлманското население на селото се изселва в Турция и на негово място са заселени гърци бежанци, които в 1928 година са 323 души или според други данни 87 семейства с 331 души. В 1928 година селото е прекръстено на Хионатон, в превод снежно.
В 1925 година е построена църквата „Свети Николай“.
По време на Гръцката гражданска война в селото са образувани банди от гръцки бежанци, които тероризират околните български села.
Единадесет деца са изведени извън страната от комунистическите власти като деца бежанци. От 1997 година селото е част от дем Акритес (Δήμος Ακριτών), който от 1 януари 2011 година по закона Каликратис е слят с дем Нестрам.
След Втората световна война част от жителите се заселват в околните по-богати села. Жителите отглеждат жито и леща.
| Име        | Име       | Ново име | Ново име | Описание                                                             |
| ---------- | --------- | -------- | -------- | -------------------------------------------------------------------- |
| Попов връх | Πόποβαρ   | Мануси   | Μανούση  | връх в Гълъмбица (1110 m), ЮИ от Гърлени                             |
| Слабища    | Σλάμπιστα | Агоно    | Αγονο    | река, ляв приток на Стенската река, ляв приток Бистрица              |
| Тръстика   | Τέρστικα  | Перифано | Περήφανο | връх в Гълъмбица (972 m), СИ от Гърлени, З над бившето село Тръстика |
| Милица     | Μπλίτσα   | Пигес    | Πηγές    | местност ЮЗ от Гърлени                                               |

| Албански топоними от Гърлени преди изселването в 1923 година | Албански топоними от Гърлени преди изселването в 1923 година | Албански топоними от Гърлени преди изселването в 1923 година        |
| Име                                                          | Име                                                          | Обяснение                                                           |
| ------------------------------------------------------------ | ------------------------------------------------------------ | ------------------------------------------------------------------- |
| Afshinakroi                                                  |                                                              | извор на С                                                          |
| Ahu i Fushëzës                                               |                                                              | плато с букова гора на Ю                                            |
| Ara e Gjokbardhit                                            |                                                              | ниви на С                                                           |
| Ara e Kaft (Kaut)                                            |                                                              | ниви на И                                                           |
| Arat Batall                                                  |                                                              | ниви на Ю, които вече не се обработват                              |
| Arat e Bukës                                                 |                                                              | ниви на Ю                                                           |
| Avllitë                                                      |                                                              | ниви в полето на З                                                  |
| Brezat                                                       | Бреза                                                        | планински склон с лешникови гори на И                               |
| Burim i Bido Qorrit                                          |                                                              | извор в полето на С                                                 |
| Burim i Gjokëgjine                                           |                                                              | извор на З                                                          |
| Burim i Plepit Egër                                          |                                                              | извор в полето на С                                                 |
| Burim i Uzunit                                               | Узунов извор                                                 | извор в полето на Ю                                                 |
| Cerkovë/a                                                    | Църкова                                                      | ниви на С                                                           |
| Çairet                                                       |                                                              | ниви на И                                                           |
| Dardha e Mirë                                                | Добра круша                                                  | ниви на Ю, където някога имало круша                                |
| De Klisha (Te Kisha)                                         | Църква                                                       | мястото на джамията, където преди смяната на вярата е била църквата |
| Faro                                                         |                                                              |                                                                     |
| Fushë/a                                                      |                                                              | ниви в полето на С                                                  |
| Golemaluadh/i                                                |                                                              | пасище на С                                                         |
| Gorric’ e Madhe                                              | Голема горица                                                | голяма гора на С, в чиято сянка добитъкът замръзва                  |
| Gurët e Lëmit                                                |                                                              | плоча на Ю                                                          |
| Gur/i                                                        |                                                              | голяма скала на Ю                                                   |
| Guriçkat e Priftit                                           | Горичка на попа                                              | ниви на Ю, които принадлежали на селския свещеник                   |
| Gryka e Shënmitrit                                           |                                                              | ниви на И                                                           |
| Gjokagjinet                                                  |                                                              | ниви на С                                                           |
| Hamamet                                                      | Хамам                                                        | баня в развалини на С                                               |
| Karaush/i, Mali Karaushit                                    |                                                              | голяма планина на Ю с букови, борови, дъбови и хвойнови гори        |
| Klishë/a                                                     | Църква                                                       | малък хълм в центъра, на който някога имало църква                  |
| Kodr’ e Gjatë                                                |                                                              | хълм на И                                                           |
| Kodr’ e Priftit                                              | Попов връх                                                   | връх в Гълъмбица на И                                               |
| Kopaçet                                                      | Копачи                                                       | ниви в полето на З                                                  |
| Kopankët                                                     | Копанка                                                      | хълмиста област с дъбова гора на И                                  |
| Koria e Mulla Rexhepit                                       | Кория на Мола Реджеп                                         | гора с дъб и леска на И                                             |
| Kroi i Dardhës                                               |                                                              | чешма в полето                                                      |
| Kroi i Lalellinjve                                           | Чешма на Лальови                                             | чешма в центъра                                                     |
| Kroi i Muçes                                                 | Чешма на Муче                                                | извор на ЮИ                                                         |
| Kroi i Zagarit                                               | Загарска чешма                                               | чешма в центъра                                                     |
| Krushet                                                      | Круша                                                        | ниви в полето на З                                                  |
| Kulla e Mulla Rexhepit                                       | Кула на Мола Реджеп                                          | развалини на стара кула на С                                        |
| Lajthitë                                                     |                                                              | гора с лешници на И                                                 |
| Lajthizat                                                    |                                                              | местност на И в подножието на планината с лешници                   |
| Lëmënjtë                                                     |                                                              | близо до центъра                                                    |
| Lisat e Merisit (Mrizit)                                     |                                                              | стар дъб на С, където пасе добитъкът                                |
| Luadhet e Mëdhenj                                            |                                                              | ниви в равнината на СИ                                              |
| Lum i Nikës                                                  | Ника                                                         | река на Ю, образувана от потоците на планината                      |
| Lumi Roko'                                                   | Роко                                                         | река, която минава през селото                                      |
| Lum i Stenekës                                               | Стенска река                                                 | река на И                                                           |
| Lum i Shagut                                                 | Шак                                                          | ниви край река Шак на С                                             |
| Maerckë                                                      | Маерцка                                                      | хълм над селото на И                                                |
| Mali i Gurit                                                 |                                                              | голяма планина на Ю                                                 |
| Mburim i Kopanit                                             |                                                              | студен извор в планината на Ю                                       |
| Mburim i Shqipjes                                            |                                                              | извор в планината на Ю                                              |
| Mekoxhumbat                                                  |                                                              | ниви на З                                                           |
| Moçalet                                                      |                                                              | ниви на С                                                           |
| Mostet                                                       |                                                              | ниви на С                                                           |
| Muslet                                                       |                                                              | ниви на И                                                           |
| Përrejt e Oshanit                                            | Ошенски порой                                                | порой, който се спуска до Стенската река на И                       |
| Përroi i Amamit (Hamamit)                                    | Хамамов порой                                                | порой, който разделя махалата Мола Реджеп от селото                 |
| Përroi i Gurit                                               | Голем порой                                                  | порой на Ю                                                          |
| Përroi i Karaushit                                           | Караушки порой                                               | порой на Ю                                                          |
| Plepat e Egërt                                               |                                                              | ниви в полето                                                       |
| Plloçat                                                      | Плоча                                                        | хълмисти полета на СИ                                               |
| Popovorr/i (Varr i Popit)                                    | Попов гроб                                                   | ниви и гроб на И                                                    |
| Qafa e Gurit                                                 |                                                              | планински проход на Ю                                               |
| Qafa e Sllabishtit                                           | Слабищки проход                                              | планински проход на Ю                                               |
| Qidrakë/a                                                    |                                                              | ниви на С                                                           |
| Sllabisht/i                                                  | Слабища                                                      | ниви в полето на И                                                  |
| Stanet e Bagëtive                                            |                                                              | на Ю                                                                |
| Stanet e Beharit                                             |                                                              | на Ю                                                                |
| Strungë/a                                                    |                                                              | колиби в планината на Ю                                             |
| Shesh i Klishës                                              | Църковен площад                                              | площад в центъра                                                    |
| Shesh i Xhamisë                                              | Джамиен площад                                               | площад в центъра                                                    |
| Shurigë/a                                                    |                                                              | хълм с борове на Ю                                                  |
| Udha e Zelegradit                                            | Зеленградски път                                             | път към Зеленград на Ю                                              |
| Varret e Gërlenit                                            | Гърленско гробище                                            | селското гробище                                                    |
| Varret e Xhamisë                                             | Джамийно гробище                                             | гробището около джамията в селото                                   |
| Vllashat                                                     |                                                              | ниви в полето на СИ                                                 |
| Xhamia                                                       | Джамия                                                       | джамия в центъра                                                    |

| Година    | 1913 | 1920 | 1928 | 1940 | 1951 | 1961 | 1971 | 1981 | 1991 | 2001 | 2011 | 2021 |
| --------- | ---- | ---- | ---- | ---- | ---- | ---- | ---- | ---- | ---- | ---- | ---- | ---- |
| Население | 700  | 738  | 326  | 363  | 324  | 210  | 165  | 194  | 124  | 155  | 118  | 114  |